# سيدي أعمر الشريف الإيراثني
سيدي أعمر الشريف الإيراثني هو رجل دين جزائري من منطقة القبائل في الجزائر بشمال أفريقيا.

## الميلاد
وُلدَ «سيدي أعمر الشريف» في قرية «إسحنونن» بعرش آيث إيراثن في منطقة القبائل ضمن ولاية تيزي وزو.

## النشأة
نشأ «سيدي أعمر الشريف الإيراثني» في أعالي جبال جرجرة أين تتلمذ على شيوخ الطريقة الرحمانية في شتى علوم المرجعية الدينية الجزائرية.
وكانت المنطقة الشرقية من ولاية الجزائر الحالية آنذاك بمثابة حاضنة علمية سنية مالكية شهدت ظهور زواويين آخرين، منهم معاصريه سيدي عبد الرحمان الثعالبي وسيدي بوسحاقي الزواوي ولاحقه سيدي أمحمد بن عبد الرحمان بوقبرين.

## زاوية سيدي داود

منطقة الزواوة

قام العالم الجليل «سيدي أعمر الشريف الإيراثني» بتأسيس زاوية تعليم قرآني في منطقة سيدي داود قرب وادي سيباو.
وكانت تهدف هذه الزاوية للتربية والتعليم بموقع «جبل بوبراق» في أعالي بلدية سيدي داود في جبال الخشنة غير بعيد عن جبال جرجرة.
وكانت هذه الزاوية بمثابة منارة استضاء بها أهل منطقة وادي سيباو في منطقة القبائل لقرون.

## ذريته
رُزق «سيدي أعمر الشريف الإيراثني» بالعديد من الأولاد والأحفاد بعدما تزوج في منطقة «ساحل بوبراق».

## وفاته
كانت وفاة «سيدي أعمر الشريف» بعد عمر طويل من التعليم والتربية والإصلاح بين الناس في بلاد الزواوة.
وقد تم دفنه في منطقة سيدي داود ما بين جبال الخشنة وجبال جرجرة ضمن ولاية بومرداس.